# 동물원 가설
동물원 가설(Zoo hypothesis, 보호구역 가설)은 우주의 다른 지적 생명체가 생물 다양성을 위해 지구에 접근하지 않는다는 가설이다.
이는 페르미 역설의 답 중의 하나이기도 하다. 다윈의 진화론과도 충돌하지 않는 가설이다. 지구의 인간보다 더욱 뛰어난 외계 종족들이 다른 종의 보존과 유지를 위해 일부러 지구에 접근하지 않고 다른 행성들을 탐사하는 경우다. 만약 외계 지적 생명체가 지구에 멋대로 접근하여 인간을 멸종시킨다면 우주 생태계가 망쳐진다는 이유 때문이다.